# Atletica leggera ai Giochi della XXIII Olimpiade
Ai Giochi della XXIII Olimpiade di Los Angeles nel 1984 vennero assegnati 41 titoli in gare di atletica leggera, di cui 24 maschili e 17 femminili.
- Durata del programma: dal 3 al 12 agosto
- Nazioni partecipanti: 124[1]. Boicottaggio dei Paesi del blocco socialista. Ritorno della Cina ai giochi olimpici estivi, dopo un'assenza pluridecennale.
- Numero di atleti iscritti: 1280, di cui 895 uomini e 385 donne[1]
- Sede delle gare: «Memorial Coliseum» di Los Angeles
- Programma femminile: vengono introdotti 3000 metri, Maratona e 400 metri ostacoli. L'Eptathlon sostituisce il Pentathlon.
- Nell’atletica maschile: 2 nuovi record mondiali, 8 nuovi record olimpici
- Nell’atletica femminile: 10 nuovi record olimpici, nessun record mondiale

## La partecipazione
L'URSS si vendica, quattro anni dopo; Mosca sceglie la ritorsione in aperta risposta al boicottaggio americano delle Olimpiadi del 1980. Un'altra volta gli ideali olimpici vengono mortificati dalla "ragion di Stato". Il no di Mosca arriva l'8 maggio, a meno di tre mesi dall'accensione della fiamma olimpica. Poi, in successione, avvengono le defezioni di altre 16 nazioni. Tra esse, voltano le spalle ai Giochi tutti i Paesi del blocco socialista, comprese Germania Est e Cuba, con la sola eccezione della Romania.
Lo spazio lasciato vuoto dai paesi boicottanti concede ad alcune nazioni di affacciarsi per la prima volta nel medagliere olimpico: è il caso del Marocco, che ottiene una storica vittoria nei 400 ostacoli donne.
Gli sportivi di tutto il mondo salutano il ritorno della Cina, assente dalle piste di atletica a cinque cerchi dal 1948.
Nonostante il boicottaggio il numero totale di Paesi partecipanti, 124 è il nuovo record dell'atletica leggera ai Giochi, superando i 104 di Monaco di Baviera.
Sono 15 i Paesi che si presentano per la prima volta ai Giochi olimpici:
- Bangladesh
- Bhutan
- Emirati Arabi Uniti
- Gambia
- Gibuti
- Grenada
- Guinea Equatoriale
- Isole Salomone
- Isole Vergini Britanniche
- Mauritius
- Oman
- Qatar
- Ruanda
- Samoa
- Yemen del Nord

Cinque nazioni si presentano per la prima volta nell'atletica leggera:
- Cipro,
- Gabon,
- Giordania,
- Niger e
- Zaire[2].

Le squadre più numerose sono quelle dei seguenti Paesi:
- Stati Uniti (110)
- Gran Bretagna (85)
- Canada (61)
- Germania Ovest (58)
- Italia (51)
- Francia (43)
- Giamaica (32)
- Kenya (32)
- Australia (30)
- Spagna (26)
- Svezia (24)

- Finlandia (22)
- Cina (22)
- Giappone (22)
- Brasile (20)
- Irlanda (17)
- Nigeria (17)
- Svizzera (17)
- Messico (16)
- Belgio (15)
- Ghana (15)
- Bahamas (14)
- Nuova Zelanda (14)

- Portogallo (14)
- Porto Rico (14)
- Norvegia (13)
- Paesi Bassi (13)
- Tanzania (12)
- Senegal (11)
- Corea del Sud (11)
- Trinidad e Tobago (11)
- Grecia (10)
- Taipei cinese (10)
- Thailandia (10)
- Uganda (10)

I seguenti Paesi, oltre agli Stati Uniti, sono presenti in tutte e quattro le staffette: Canada, Gran Bretagna, Germania Ovest e Giamaica.

La Romania porta a Los Angeles solo 9 atleti e conquista ben 10 medaglie, di cui tre d'oro.

Il Marocco porta ai Giochi tre soli atleti e conquista due medaglie d'oro.

## Il punto tecnico
Aumenta il numero delle gare femminili. Vengono introdotti 3000 metri, maratona e 400 ostacoli; l'eptathlon sostituisce il pentathlon. L'ultimo allargamento del programma femminile si era verificato ai giochi del 1972 (introduzione di 1500 m, 4 x 400 e sostituzione degli 80h con i 100h). Il divario tra programma maschile e femminile comincia a ridursi. È soprattutto l'introduzione della maratona ad avere un significato simbolico, in quanto rappresenta l'ingresso delle donne in un settore, la corsa di resistenza, che era sempre stato ritenuto una prerogativa maschile.
I Paesi che boicottano i Giochi di Los Angeles sono in numero inferiore rispetto al 1980, però tra essi ci sono due dei tre colossi dello sport olimpico, l'Unione Sovietica e la Germania Est. Nei settori in cui sono forti, si conseguiranno prestazioni di livello mediocre.

### Atletica maschile
L'effetto del boicottaggio si fa sentire nei concorsi: mancano i sovietici nel salto in alto, nell'asta, nel triplo e nel martello; mancano i tedeschi orientali nel lungo, nel peso e nel giavellotto. L'assenza dei paesi socialisti si fa sentire anche nel disco.

### Atletica femminile
Il boicottaggio di URSS e DDR ha un effetto devastante: le gare femminili perdono quasi tutte le protagoniste. Ecco il quadro completo:
- Campionesse olimpiche: assenti 11 su 12, staffette comprese (il conto totale non fa 14 poiché nel frattempo due si sono ritirate).
- Campionesse mondiali: assenti 13 su 17, staffette comprese.
- Primatiste mondiali (esclusa la maratona): mancano 13 su 15 (il conto totale non fa 16 perché una si è ritirata).

Su 100, 200, 400 metri e 4x400 i risultati di Los Angeles migliorano quelli di Mosca; anche nell'alto e nel giavellotto (a queste 6 specialità bisogna aggiungere le 4 nuove gare per avere i 10 nuovi record olimpici). Ma non si registra nessun nuovo record del mondo.

## Lotta al doping
A Los Angeles si contano 11 casi di doping, di cui uno nell'atletica. 
Il finlandese Martti Vainio, terzo nei 10.000 metri maschili, viene trovato positivo ed è squalificato.

## Medagliere
| Posizione | Paese          | Oro | Argento | Bronzo | Totale |
| --------- | -------------- | --- | ------- | ------ | ------ |
| 1         | Stati Uniti    | 16  | 15      | 9      | 40     |
| 2         | Germania Ovest | 4   | 2       | 5      | 11     |
| 3         | Gran Bretagna  | 3   | 7       | 6      | 16     |
| 4         | Romania        | 3   | 3       | 4      | 10     |
| 5         | Italia         | 3   | 1       | 3      | 7      |
| 6         | Finlandia      | 2   | 1       | 1      | 4      |
| 7         | Messico        | 2   | 1       | 0      | 3      |
| 8         | Marocco        | 2   | 0       | 0      | 2      |
| 9         | Francia        | 1   | 1       | 2      | 4      |
| 10        | Australia      | 1   | 1       | 1      | 3      |
| 11        | Portogallo     | 1   | 0       | 2      | 3      |
| 12        | Kenya          | 1   | 0       | 1      | 2      |
| 13        | Brasile        | 1   | 0       | 0      | 1      |
| 13        | Paesi Bassi    | 1   | 0       | 0      | 1      |
| 15        | Canada         | 0   | 2       | 3      | 5      |
| 16        | Svezia         | 0   | 2       | 1      | 3      |
| 17        | Giamaica       | 0   | 1       | 2      | 3      |
| 18        | Costa d'Avorio | 0   | 1       | 0      | 1      |
| 18        | Irlanda        | 0   | 1       | 0      | 1      |
| 18        | Svizzera       | 0   | 1       | 0      | 1      |
| 18        | Norvegia       | 0   | 1       | 0      | 1      |
| 22        | Cina           | 0   | 0       | 1      | 1      |
| 22        | Spagna         | 0   | 0       | 1      | 1      |
| Totale    | Totale         | 41  | 41      | 43     | 125    |

## Fonte
Elio Trifari (a cura di): Olimpiadi. La storia dello sport da Atene a Los Angeles. Rizzoli, Milano, 1984. Vol. III.